# دیانا سادوونیکوا
دیانا سادوونیکوا (انگلیسی: Diana Sadovnykova؛ زادهٔ ۲۶ ژوئیهٔ ۱۹۷۱) بازیکن زن بسکتبال اهل اوکراین بود.